# Regeringen Hans Enoksen III
Regeringen Hans Enoksen III var Grønlands regering fra 3. september 2003 til 1. december 2005. Regeringen var en flertalskoalitionsregering med partierne Siumut og Inuit Ataqatigiit. Partierne havde hver 4 landsstyremedlemmer. Landsstyreformand var Hans Enoksen fra Siumut.

## Regeringsdannelse
Den 9. september 2003 brød koalitionen mellem Siumut og Atassut sammen efter kun at have siddet siden januar. Det skyldtes en regnefejl på 91 millioner kroner i lønforhandlinger, hvilket var finansminister Augusta Sallings (Atassut) ansvar. Siumut indledte derefter sonderende forhandlinger med Inuit Ataqatigiit, mens Atassut forsøgte at danne en koalition uden Siumut. Den 13. september dannede Siumut og Inuit Ataqatigiit en ny regering.

## Regeringsrokader
I december 2003 måtte Mikael Petersen gå af på grund af spirituskørsel og blev afløst af Jens Napaattooq. I november 2004 sagde trådte Simon Olsen tilbage efter at kraftig kritik for sin manglende opkrævning af lån fra fiskere og jægere. Hans efterfølger var Rasmus Frederiksen. Samtidig trådte Jørgen Wæver Johansen tilbage efter at have tabt valget til formandsvalget i Siumut til Hans Enoksen. Han blev efterfulgt af Tommy Marø, som fik familieområdet af Asii Chemnitz Narup, mens selvstyre og råvarer blev overtaget af Hans Enoksen. I juni 2005 måtte Jens Napaattooq træde tilbage, fordi han havde brugt for mange penge på sin repræsentationskontoen. Hans Enoksen overtog også hans områder. I august 2005 fratrådte Rasmus Frederiksen af samme grund, og Hans Enoksen overtog en sjette portefølje sideløbende med embedet som landsstyreformand.

## Regeringens sammensætning
| Minister (Parti)                        | Ministerium                                                                                                | Periode                                   |
| --------------------------------------- | --- | ----------------------------------------- |
| Hans Enoksen (Siumut)                   | Landsstyreformand                                                                                          | til 15. april 2005                        |
| Hans Enoksen (Siumut)                   | Landsstyreformand og bolig, infrastruktur og miljø (fungerende)                                            | fra 15. december 2003 til 19. januar 2004 |
| Hans Enoksen (Siumut)                   | Landsstyreformand og selvstyre og råstoffer                                                                | fra 15. april 2005 til 26. juni 2005      |
| Hans Enoksen (Siumut)                   | Landsstyreformand og selvstyre, råstoffer, boliger, infrastruktur og miljø (fungerende)                    | fra 26. juni 2005 til 23. august 2005     |
| Hans Enoksen (Siumut)                   | Landsstyreformand og selvstyre, råstoffer, boliger, infrastruktur, miljø og fiskeri og fangst (fungerende) | fra 23. august 2005                       |
| Rasmus Frederiksen (Siumut)             | Fiskeri og fangst                                                                                          | fra 9. november 2004 til 3. august 2005   |
| Jørgen Wæver Johansen (Siumut)          | Selvstyre, råstoffer og justits                                                                            | til 15. april 2005                        |
| Tommy Marø (Siumut)                     | Familier og Justitsområder                                                                                 | fra 15. april 2005                        |
| Josef Motzfeldt (Inuit Ataqatigiit)     | Finanser og udenrigsanliggender                                                                            |                                           |
| Jens Napaattooq (Siumut)                | Boliger, infrastruktur og miljø                                                                            | fra 19. januar 2004 til 26. juni 2005     |
| Asii Chemnitz Narup (Inuit Ataqatigiit) | Familie og sundhed                                                                                         | til 15. april 2005                        |
| Asii Chemnitz Narup (Inuit Ataqatigiit) | Sundhed | fra 15. april 2005                        |
| Johan Lund Olsen (Inuit Ataqatigiit)    | Erhverv, landbrug og arbejdsmarked                                                                         |                                           |
| Simon Olsen (Siumut)                    | Fiskeri og fangst                                                                                          | til 9. november 2004                      |
| Mikael Petersen (Siumut)                | Boliger, infrastruktur og miljø                                                                            | til 15. december 2003                     |
| Henriette Rasmussen (Inuit Ataqatigiit) | Kultur, uddannelse, forskning og kirke                                                                     |                                           |